# Jimmy Webb
Jimmy Webb, född 15 augusti 1946 i Elk City i Oklahoma, är en amerikansk musiker, sångare och kompositör. 
Webb har skrivit mycket material för många artister, men han har också spelat in egna skivor och turnerat.
Bland artister som spelat in material av Webb märks Glen Campbell ("By the Time I Get to Phoenix", "Wichita Lineman", "Galveston"), Art Garfunkel ("All I Know", "Skywriter", "Watermark"), Richard Harris ("MacArthur Park"), The Fifth Dimension ("Up, Up and Away") och The Highwaymen (det vill säga Waylon Jennings, Willie Nelson, Johnny Cash, och Kris Kristofferson) med låten "The Highwayman".

## Diskografi
Album
- 1968 – Jim Webb Sings Jim Webb
- 1970 – Words & Music
- 1971 – And So On
- 1972 – Letters
- 1974 – Land's End
- 1977 – El Mirage
- 1982 – Angel Heart
- 1993 – Suspending Disbelief
- 1996 – Ten Easy Pieces
- 2004 – The Moon's a Harsh Mistress: Jimmy Webb in the Seventies (5-CD box)
- 2005 – Twilight of the Renegades
- 2007 – Live and at Large (live)
- 2010 – Just Across the River
- 2013 – Still Within the Sound of My Voice